# İbrahim Yılmaz
İbrahim Yılmaz (* 6. Februar 1994 in Fatih, Istanbul) ist ein türkischer Fußballspieler.

## Karriere

### Verein
İbrahim Yılmaz begann mit dem Vereinsfußball in der Jugend von Istanbul Büyükşehir Belediyespor. 2009 erhielt er hier einen Profi-Vertrag, blieb jedoch weiterhin in der Reservemannschaft. Neben seiner Tätigkeit bei der Reserve wurde ihm ermöglicht, auch mit dem Profi-Team mitzutrainieren. Ab der Saison 2010/11 wurde er auch als Ersatzspieler in den Kader der Süper-Lig-Spiele aufgenommen. So machte er in dieser Saison fünf Ligapartien. 2011/12 ist er ebenfalls sowohl für die Reservemannschaft aktiv als auch für die Profimannschaft.
Für die Saison 2012/13 wurde er an den Viertligisten Darıca Gençlerbirliği ausgeliehen. Bei diesem Verein gelang ihm auf Anhieb der Sprung in die Stammformation. Er erzielte in 34 Ligaspielen 20 Tore und wurde damit Dritter der Torschützenliste der TFF 3. Lig 2012/13.
Für die Saison 2014/15 wurde er an den Zweitligisten Altınordu Izmir ausgeliehen. Bei diesem Verein blieb er nur die Hinrunde, löste in der Winterpause nach gegenseitigem Einvernehmen seinen Vertrag auf und verließ den Klub wieder. Für die Rückrunde wurde er an Şanlıurfaspor ausgeliehen.
Im Sommer 2015 verließ er Istanbul BB endgültig und wechselte zu Darıca Gençlerbirliği. Hier blieb er nur eine Spielzeit und zog dann zum Drittligisten İstanbulspor weiter. Mit diesem Verein gelang ihm 2016/17 der Aufstieg in die zweite Liga, in der sie sich etablieren konnte.

### Nationalmannschaft
Yılmaz fing früh an, für die türkische Jugendnationalmannschaft aufzulaufen. So durchlief er über die Jahre mehrere Altersgruppen und spielt aktuell für die türkische U-19 und die U-20.
Im Rahmen der U-20-Fußball-Weltmeisterschaft 2013 wurde er in das Turnieraufgebot der türkischen U-20-Nationalmannschaft berufen.

## Erfolge
Mit Istanbul BB/Başakşehir
- Meister der TFF 1. Lig und Aufstieg in die Süper Lig: 2013/14
- Türkischer Pokalfinalist: 2010/11

Mit İstanbulspor
- Meister der TFF 2. Lig und Aufstieg in die TFF 1. Lig: 2016/17

Mit der türkischen U-20-Nationalmannschaft
- Achtelfinalist der U-20-Fußball-Weltmeisterschaft: 2013